# Villeneuve (Aveyron)
Villeneuve település Franciaországban, Aveyron megyében. Lakosainak száma 1952 fő (2022. január 1.). Villeneuve Foissac, Maleville, Montsalès, Ols-et-Rinhodes, Sainte-Croix, Saint-Igest, Saint-Rémy, Salles-Courbatiès, Causse-et-Diège és Toulonjac községekkel határos.

## Népesség
A település népessége az elmúlt években az alábbi módon változott:
| Lakosok száma | 1461 | 1649 | 1891 | 1999 | 1936 | 1972 | 1988 | 1988 | 1976 | 1952 |
|               | 1968 | 1982 | 1990 | 2006 | 2013 | 2015 | 2017 | 2019 | 2020 | 2022 |